# Conselleria d'Obres Públiques, Urbanisme i Transport de la Generalitat Valenciana
La Conselleria d'Obres Públiques, Urbanisme i Transport de la Generalitat Valenciana (COPUT) ha estat un departament o conselleria actiu en l'organigrama de la Generalitat des de l'època preautonòmica amb competències en matèria de vertebració del territori, paisatge, transports, ports, aeroports i obres públiques; amb agregacions o segregacions en funció del diversos governs, el que ha fet que adoptara diverses denominacions.
Des de la XI Legislatura (2023-2027) ha estat agregada amb les competències de medi ambient pel que és coneguda com a Conselleria de Medi Ambient, Aigua, Infraestructures i Territori.

## Històric de competències
La primera denominació que pren el departament és el de Conselleria d'Obres Púbiques i Urbanisme que es manté inalterat fins que se li afegeix les polítiques públiques en matèria de transport a la I Legislatura. La COPUT mantindrà l'estructura durant els diversos governs socialistes del president Joan Lerma (PSPV-PSOE), i el popular Eduardo Zaplana (PP).
El també popular Francisco Camps executa el primer canvi significatiu l'any 2003 (VI Legislatura) quan es decideix disgregar el departament en dos: la Conselleria d'Infraestructures i Transport amb competències en matèria d'obres públiques, transports, arquitectura, ports i costes, telecomunicacions i energia (aquestes darreres provinents de la conselleria d'Indústria); i la conselleria de Territori i Habitatge, responsable de les polítiques d'urbanisme i ordenació del territori, medi ambient i habitatge. L'any 2011 (VIII Legislatura) tornaran a agrupar-se en la Conselleria de Infraestructures, Territori i Medi Ambient que arrossega les competències mediambientals ja integrades en la conselleria de Territori i Habitatge de les anteriors legislatures.
L'arribada d'un nou govern de coalició del PSPV amb Compromís l'any 2015 (IX Legislatura) significa una tornada a l'estructura competencial originària de la conselleria però amb un nou nom: Conselleria d'Habitatge, Obres Públiques i Vertebració del Territori. El segon govern de Ximo Puig (X Legislatura) va canviar de nou la nomenclatura del departament amb la creació d'un departament d'Habitatge amb rang de conselleria i la històrica COPUT passa a ser coneguda amb el nom de Conselleria de Política Territorial, Obres Públiques i Mobilitat.
L'any 2023 (XI Legislatura) torna el PP a governar amb la coalició de Vox i el departament torna a dissoldre's amb la conselleria de Medi Ambient i passa a ser denominada Conselleria de Medi Ambient, Aigua, Infraestructures i Territori amb competències com la de gestió de recursos hídrics que havia estat vinculada a la conselleria d'Agricultura.

## Estructura orgànica
Aquesta conselleria queda estructurada en els òrgans superiors següents:
- Secretaria Autonòmica de Política Territorial, Urbanisme i Paisatge: Inmaculada Orozco Ripoll[2]
  - Direcció General de Política Territorial i Paisatge: Rosa Pardo Marín[3]
  - Direcció General d'Urbanisme: Vicente Joaquín García Nebot[4]
- Secretaria Autonòmica d'Obres Públiques, Transport i Mobilitat Sostenible: María Pérez Herrero[2]
  - Direcció General d'Obres Públiques, Transport i Mobilitat Sostenible: Roser Obrer Marco[5]
  - Direcció General de Ports, Aeroports i Costes: 
    - Emilio Miguel Obiol Menero (des de 31 de juliol de 2019 a 7 de setembre de 2020)[6][7]
    - Maria Luisa Martínez Mora (des de 8 de setembre de 2020)[8]
- Sotssecretaria: Rafael Francisco Briet Seguí[9]

## Llista de dirigents
| #                                                                                | Legislatura                                           | Nom                                                   | Nom                                                   | Inici mandat                                          | Fi mandat                                             | Partit polític                                        | Partit polític                                        |
| Conselleria d'Obres Públiques i Urbanisme (1978-1981)                            | Conselleria d'Obres Públiques i Urbanisme (1978-1981) | Conselleria d'Obres Públiques i Urbanisme (1978-1981) | Conselleria d'Obres Públiques i Urbanisme (1978-1981) | Conselleria d'Obres Públiques i Urbanisme (1978-1981) | Conselleria d'Obres Públiques i Urbanisme (1978-1981) | Conselleria d'Obres Públiques i Urbanisme (1978-1981) | Conselleria d'Obres Públiques i Urbanisme (1978-1981) |
| -------------------------------------------------------------------------------- | ----------------------------------------------------- | ----------------------------------------------------- | ----------------------------------------------------- | ----------------------------------------------------- | ----------------------------------------------------- | ----------------------------------------------------- | ----------------------------------------------------- |
| 1                                                                                | Preautonomia                                          |                                                       | Antoni Garcia Miralles                                | 10 d'abril de 1978                                    | 30 de juny de 1979                                    |                                                       | PSPV                                                  |
| 2                                                                                | Preautonomia                                          |                                                       | Enric Monsonís Domingo                                | 30 de juny de 1979                                    | 17 de desembre de 1979                                |                                                       | UCD                                                   |
| 3                                                                                | Preautonomia                                          |                                                       | Antonio Espinosa Chapinal                             | 17 de desembre de 1979                                | 15 de juliol de 1980                                  |                                                       | UCD                                                   |
| 4                                                                                | Preautonomia                                          |                                                       | Josep Lluís Sorribes i Mur                            | 1 d'octubre de 1980                                   | 15 de setembre de 1981                                |                                                       | UCD                                                   |
| 5                                                                                | Preautonomia                                          |                                                       | Luis Verdú López                                      | 15 de setembre de 1981                                | 28 de juny de 1983                                    |                                                       | UCD                                                   |
| Conselleria d'Obres Públiques, Urbanisme i Transport (1981-2003)                 |                                                       |                                                       |                                                       |                                                       |                                                       |                                                       |                                                       |
| 6                                                                                | I                                                     |                                                       | Vicente Llombart Rosa                                 | 28 de juny de 1983                                    | 24 de juliol de 1985                                  |                                                       | PSPV                                                  |
| 7                                                                                | I i II                                                |                                                       | Rafael Blasco Castany                                 | 24 de juliol de 1985                                  | 30 de desembre de 1989                                |                                                       | PSPV                                                  |
| 8                                                                                | II i III                                              |                                                       | Eugenio Burriel de Orueta                             | 30 de desembre de 1989                                | 6 de juliol de 1995                                   |                                                       | PSPV                                                  |
| 9                                                                                | IV                                                    |                                                       | Luis Fernando Cartagena Travesedo                     | 6 de juliol de 1995                                   | 16 de març de 1998                                    |                                                       | PP                                                    |
| 10                                                                               | IV, V i VI                                            |                                                       | José Ramón García Antón                               | 16 de març de 1998                                    | 29 de juny de 2007                                    |                                                       | PP                                                    |
| Dissolta (2003-2011)                                                             |                                                       |                                                       |                                                       |                                                       |                                                       |                                                       |                                                       |
| Conselleria d'Infraestructures, Territori i Medi Ambient (2011-2015)             |                                                       |                                                       |                                                       |                                                       |                                                       |                                                       |                                                       |
| 11                                                                               | VIII                                                  |                                                       | Isabel Bonig Trigueros                                | 22 de juny de 2011                                    | 30 de juny de 2015                                    |                                                       | PP                                                    |
| Conselleria d'Habitatge, Obres Públiques i Vertebració del Territori (2015-2019) |                                                       |                                                       |                                                       |                                                       |                                                       |                                                       |                                                       |
| 12                                                                               | IX                                                    |                                                       | María José Salvador Rubert                            | 30 de juny de 2015                                    | 17 de juny de 2019                                    |                                                       | PSPV                                                  |
| Conselleria de Política Territorial, Obres Públiques i Mobilitat (2019-2023)     |                                                       |                                                       |                                                       |                                                       |                                                       |                                                       |                                                       |
| 13                                                                               | X                                                     |                                                       | Arcadi España García                                  | 17 de juny de 2019                                    | 14 de maig de 2022                                    |                                                       | PSPV                                                  |
| 14                                                                               | X                                                     |                                                       | Rebeca Torró Soler                                    | 14 de maig de 2022                                    | 18 de juliol de 2023                                  |                                                       | PSPV                                                  |
| Dissolta (2023- )                                                                |                                                       |                                                       |                                                       |                                                       |                                                       |                                                       |                                                       |